# Las Médulas
Las Médulas (tiếng Galicia: As Médulas hoặc As Meduas) là một di tích lịch sử gần thị trấn Ponferrada trong khu vực của El Bierzo (thuộc tỉnh León, Castile và León, Tây Ban Nha), từng là mỏ vàng quan trọng nhất của Đế quốc La Mã. Las Médulas ngày nay là cảnh quan văn hóa được UNESCO công nhận là một trong những di sản thế giới.
Cảnh quan ngoạn mục của Las Médulas xuất phát từ việc khai thác vàng từ các ngọn núi, kỹ thuật khai thác mỏ La Mã cổ đại dựa trên các nguyên tắc của thùng Pascal gọi là Ruina montium. Kỹ thuật khai thác này đã được mô tả bởi Pliny the Elder trong năm 77 Trước công nguyên. Kỹ thuật sử dụng một loại khai thác thủy lực có liên quan đến phá hoại một ngọn núi bằng lượng lớn nước. Nước được cung cấp bằng hệ thống dẫn nước. Ít nhất là bảy cống dẫn nước dài trong khu vực khai thác dẫn nước từ các dòng suối của huyện Cabrera. Các cống dẫn nước cùng được sử dụng để đãi vàng trên diện tích rộng.
Khu vực Hispania Tarraconensis đã bị xâm chiếm vào năm 25 trước Công nguyên bởi hoàng đế Augustus. Trước cuộc chinh phục La Mã, các cư dân bản địa đã tìm được vàng từ lòng đất tại đây. Sản xuất quy mô lớn đã không được tiến hành cho đến nửa sau của thế kỷ 1.

## Kỹ thuật khai thác mỏ

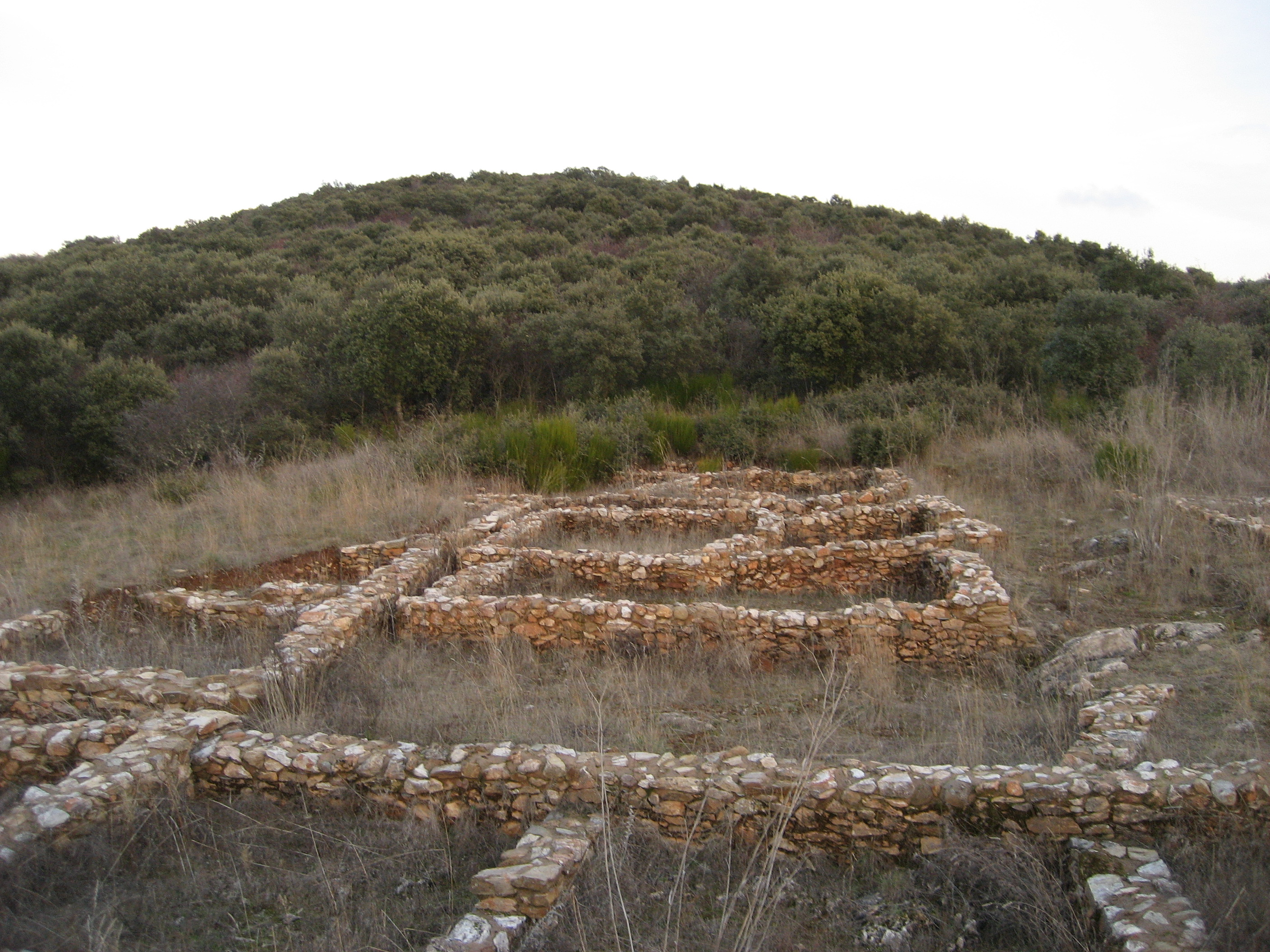
Khu vực luyện kim "Orellán" ở thị trấn Las Médulas (thế kỷ 1, 2 trước Công nguyên)

Pliny the Elder một người kiểm sát viên thời La Mã trong khu vực vào năm 74 Trước công nguyên mô tả một kỹ thuật khai thác thủy lực có thể quan sát trực tiếp tại Las Médulas:
"Điều gì sẽ xảy ra khi tạo ra các tác phẩm của những gã khổng lồ. Các ngọn núi đang chán với các hành lang và phòng được tạo ra dưới ánh đèn tạo ra sự thay đổi. Trong nhiều tháng, các thợ mỏ không thể nhìn thấy ánh sáng mặt trời và nhiều người trong số họ chết trong đường hầm. Đây là loại mỏ đã được đặt tên là Ruina montium. các vết nứt được đào trong lòng đất đá rất nguy hiểm, nó sẽ dễ dàng hơn để tìm pha lê hoặc ngọc trai ở dưới đáy biển hơn tạo các vết nứt trong đá. làm thế nào nguy hiểm, chúng tôi đã làm cho trái đất! ".

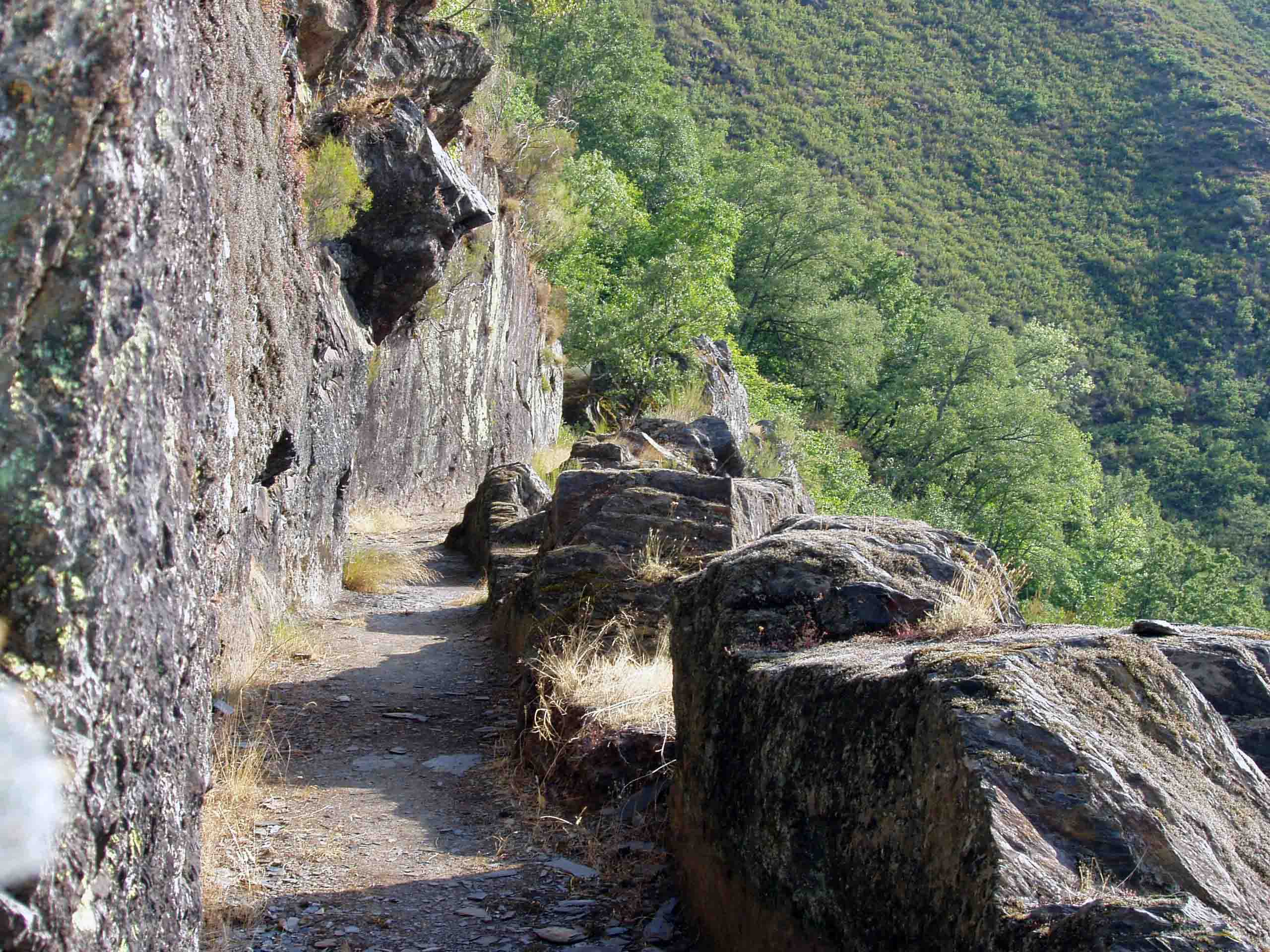
Các đường dẫn nước tại La Cabrera

Pliny cũng mô tả các phương pháp được sử dụng để rửa quặng từ dòng suối nhỏ chảy qua các máng giúp đọng lại các hạt vàng nhỏ nặng. Nhiều mỏ sâu như vậy đã được tìm thấy ở vùng núi xung quanh Las Médulas. Khai thác bắt đầu với việc xây dựng các cống dẫn nước và bể chứa trên các vùng khai thác.
Phần còn lại của một hệ thống như vậy đã được nghiên cứu tại Dolaucothi, Nam Wales. Phương pháp lộ thiên sẽ làm các khối đá yếu đi bằng nhiệt độ của lửa, sau đó dùng các kỹ thuật cơ khí để phá nhỏ thành các mảnh vỡ và cuối cùng là cuốn trôi bởi các luồng nước mạnh. Chỉ khi tất cả các công việc lộ thiên là không mang tính kinh tế thì thay vào đó các đường hầm khai thác sẽ được hình thành.
Pliny cũng nói rằng 20.000 Bảng La Mã vàng được rút ra mỗi năm. Việc khai thác có sự tham gia của 60.000 lao động tự do, mang về 5.000.000 Bảng La Mã (1.650.000 kg vàng) trong 250 năm.

## Cảnh quan văn hóa

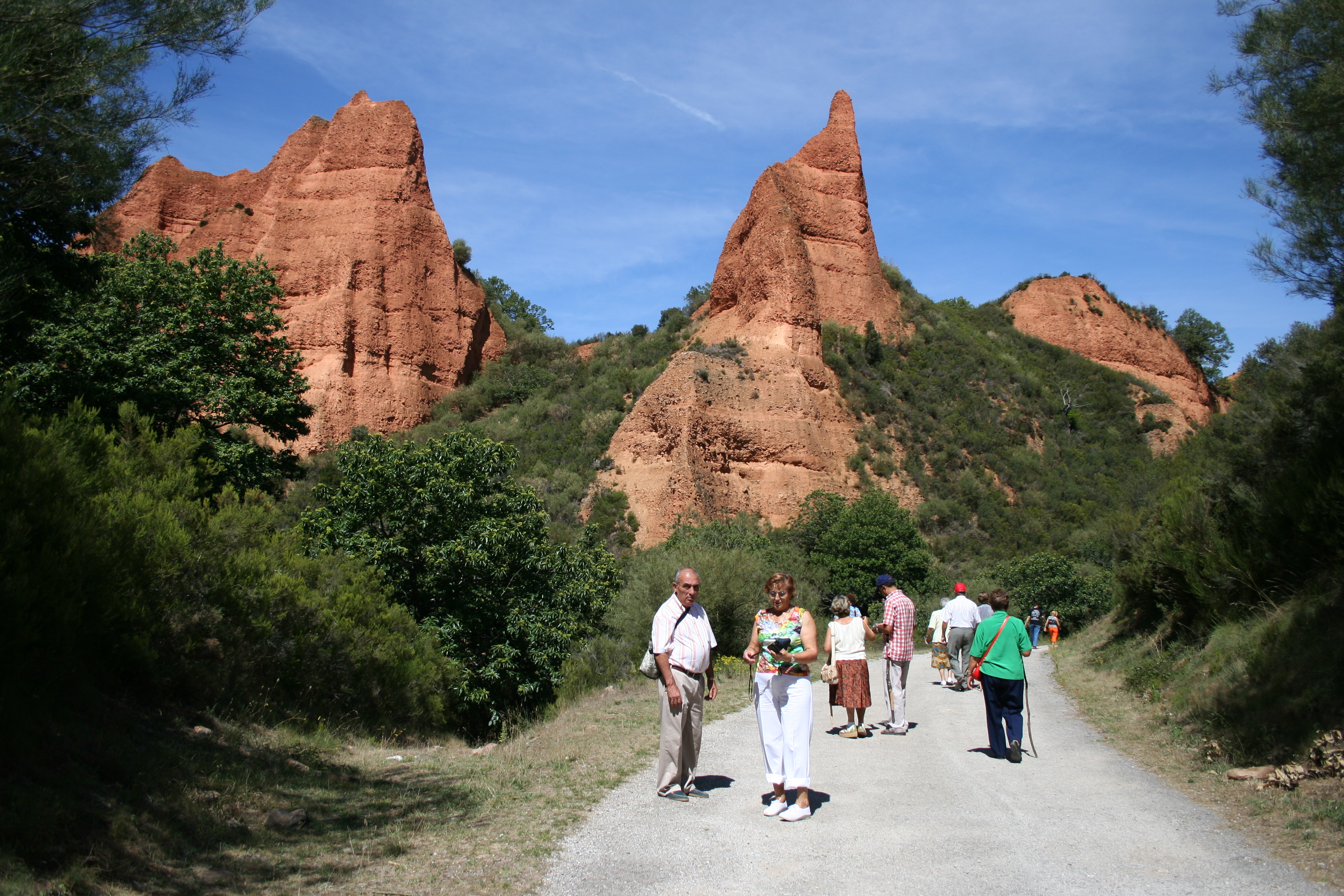
Đường trong khu vực bảo tồn Las Médulas

Các bộ phận của khu vực khai thác vẫn còn được bảo quản tốt ở những vị trí dốc, và bao gồm một số đá cắt khắc. Nghiên cứu về Las Médulas đã được thực hiện chủ yếu bởi Claude Domergue (vào năm 1990)  nghiên cứu khảo cổ có hệ thống khu vực này. Tuy nhiên, nó đã được thực hiện từ năm 1988 bởi nhóm nghiên cứu cấu trúc xã hội và theo lãnh thổ cảnh quan Khảo cổ học của Hội đồng Tây Ban Nha nghiên cứu khoa học (CSIC). Kết quả là, Las Médulas không chỉ là một mỏ vàng với các kỹ thuật khai thác độc đáo mà nó một cảnh quan văn hóa mà trong đó tất cả các tác động của khai thác mỏ La Mã đã được tiến hành rõ ràng. Khảo sát và khai quật các khu định cư trước La Mã và dưới thời La Mã, cả khu vực giải thích lịch sử, làm phong phú thêm các nghiên cứu về khai thác mỏ La Mã .
Một kết quả tích cực của những nghiên cứu có hệ thống đã đưa Las Médulas trở thành một di sản thế giới vào năm 1997. Kể từ đó, sự quản lý của Công viên văn hóa đã được giám sát bởi Quỹ Las Médulas, trong đó bao gồm các bên liên quan là địa phương, khu vực, quốc gia, cả công đồng và các cá nhân.